# Partit Inkatha per la Llibertat
El Partit Inkatha per la Llibertat (en anglès Inkatha Freedom Party, (IFP) és un partit polític de dretes de Sud-àfrica.

## Història
L'IFP va ser fundat el 1975 per Mangosuthu Buthelezi, un treballador membre de la Lliga de Joves del Congrés Nacional Africà (ANC Youth League), que en va ser escollit president del partit, i va ser originalment conegut com a Moviment d'Alliberament Cultural Inkatha. Se li va donar una estructura que prenia com a model Inkatha (que significa corona en zulu, una organització cultural zulu de 1920, establerta pel líder zulu el rei Solomon kaDinuzulu. El partit va ser establert en el que és actualment el KwaZulu-Natal, i es va expandir rapidesa en el Transvaal, l'Estat Lliure d'Orange i el Cap Occidental.
Durant la fase d'establiment d'una constitució per a Sud-àfrica i abans de les primeres eleccions lliures de la història de Sud-àfrica, es va produir freqüentment vessament de sang entre Inkatha i l'ANC. Tant Inkatha com l'ANC van intentar fer campanya als reductes de KwaZulu-Natal de l'altre i es van trobar amb resistència, de vegades violenta, per part dels membres del partit contrari. Inkatha també es va oposar inicialment a parts de la proposta de constitució sud-africana pel que fa a la política interna de KwaZulu, i, en particular, van fer campanya per un rei zulú autònom i sobirà (Goodwill Zwelethini kaBhekuzulu), com a cap d'estat.
Després del desmantellament del sistema d'apartheid el 1994, l'IFP va formar una coalició incòmoda al govern nacional amb el seu rival polític tradicional, l'ANC. Malgrat aquests reptes, la coalició s'havia de durar fins al 2004, quan l'IFP es va incorporar als bancs de l'oposició.
Després de les eleccions de 1994, l'IFP ha anat reduint gradualment el suport electoral. El partit va cedir el control de KwaZulu-Natal a l'ANC a les eleccions generals de Sud-àfrica de 2004 i la seva presència al nord de KwaZulu-Natal, el seu bastió, va començar a disminuir. Ziba Jiyane va abandonar l'IFP el 2005 per formar la Convenció Nacional Democràtica (Nadeco), al que es van unir destacats membres d'IFP. Durant la primera dècada del període posterior a l'apartheid, l'IFP va rebre més del 90% del seu suport dels zulús, i des de llavors, el partit ha treballat per augmentar el seu suport nacional mitjançant la promoció de polítiques socials i econòmiques conservadores.
En 2019, Velenkosini Hlabisa va prendre el relleu de Buthelezi en el liderat. Després de les eleccions generals de Sud-àfrica de 2024 va formar part del govern d'unitat nacional encapçalat per Cyril Ramaphosa i format per l'Congrés Nacional Africà (ANC), Aliança Democràtica, el principal partit de l'oposició, l'IFP i Aliança Patriòtica (AP), i altres partits minoritaris.
El 2024, l'IFP en coalició amb l'ANC, Aliança Democràtica (DA) i el Partit de la Llibertat Nacional (NFP) recuperà el càrrec de primer ministre de KwaZulu-Natal per primera vegada des de 2004 quan el seu candidat Thami Ntuli fou elegit derrotant al viceprimer ministre de la Nació Zulu i candidat d'uMkhonto weSizwe (MK) Phathisizwe Chiliza. L'elecció de Ntuli com a primer ministre va ser vista com un revés per a la influència de Jacob Zuma, que ja havia deixat l'ANC per liderar MK amb seu a KwaZulu-Natal.

## Resultats electorals
| Eleccions generals de Sud-àfrica | Eleccions generals de Sud-àfrica | Eleccions generals de Sud-àfrica | Eleccions generals de Sud-àfrica | Eleccions generals de Sud-àfrica | Eleccions generals de Sud-àfrica | Eleccions generals de Sud-àfrica | Eleccions generals de Sud-àfrica | Eleccions generals de Sud-àfrica |
| Elecció                          | Candidat                         | Vots                             | %                                | Escons Assemblea                 | +/-                              | Escons Consell                   | +/-                              | Govern                           |
| -------------------------------- | -------------------------------- | -------------------------------- | -------------------------------- | -------------------------------- | -------------------------------- | -------------------------------- | -------------------------------- | -------------------------------- |
| 1994                             | Mangosuthu Buthelezi             | 2.058.294                        | 10.54                            | 43 / 400                         | N/D                              | 5 / 90                           | N/D                              | Coalició                         |
| 1999                             | Mangosuthu Buthelezi             | 1,371,477                        | 8.58                             | 34 / 400                         | 9                                | 4 / 90                           | 1                                | Coalició                         |
| 2004                             | Mangosuthu Buthelezi             | 1,088,664                        | 6.97                             | 28 / 400                         | 6                                | 5 / 90                           | 1                                | Oposició                         |
| 2009                             | Mangosuthu Buthelezi             | 804,260                          | 4.55                             | 18 / 400                         | 10                               | 2 / 90                           | 3                                | Oposició                         |
| 2014                             | Mangosuthu Buthelezi             | 441,854                          | 2.40                             | 10 / 400                         | 8                                | 1 / 90                           | 1                                | Oposició                         |
| 2019                             | Mangosuthu Buthelezi             | 588.839                          | 3.38                             | 14 / 400                         | 4                                | 2 / 90                           | 1                                | Oposició                         |
| 2024                             | Velenkosini Hlabisa              | 618.207                          | 3.85                             | 17 / 400                         | 3                                | 2 / 90                           | =                                | Coalició                         |